# Resolutie 2417 Veiligheidsraad Verenigde Naties
Resolutie 2417 van de Veiligheidsraad van de Verenigde Naties werd unaniem aangenomen op 24 mei 2018. De resolutie veroordeelde het uithongeren van burgers en ontzeggen van noodhulp als oorlogstactieken. De resolutie was voorgedragen door Ivoorkust, Koeweit, Zweden en Nederland.

## Achtergrond
De resolutie was het resultaat van discussies onder leiding van Nederland en Zwitserland in 2017 over het verband tussen oorlog en hongersnood. Meer en intensere conflicten brachten de voedselzekerheid van steeds meer mensen in gevaar in achttien landen in Azië en Afrika. In Zuid-Soedan was voedsel als wapen gebruikt en voedselhulp opzettelijk tegengehouden. In Syrië waren bakkerijen aangevallen en dreigde de noodhulp naar belegerde gebieden weg te vallen. In Jemen was met een blokkade gedreigd met hongersnood als oorlogswapen. Daar was de situatie het ernstigst. In november 2018 zouden er al 85.000 kinderen van honger zijn omgekomen door de sinds 2015 woedende oorlog.
De tekst werd opgesteld door Ivoorkust, Koeweit, Nederland en Zweden. China, Rusland en Ethiopië vonden dat hongersnood vele oorzaken kon hebben en reeds besproken werd in discussies over een bepaald land. Ook waren de Algemene Vergadering en ECOSOC meer gepaste plaatsen voor discussies over voedselveiligheid. Daarom beperkte men zich tot hongersnood in conflictgebieden en zou de secretaris-generaal in zijn jaarlijkse rapport over de bescherming van de bevolking rapporteren over de kwestie, in plaats van elke zes maanden.
Rusland toonde zich tevreden over de constructieve onderhandelingen en noemde het resultaat een evenwichtige tekst. Latere onderhandelingen bleven evenwel moeizaam verlopen, daar Rusland het onderwerp ongeschikt bleef vinden voor de Veiligheidsraad.

## Inhoud
Wereldwijd werden miljoenen mensen te midden van een gewapend conflict getroffen door hongersnood. Het aantal ondervoede mensen was na decennialang te dalen de voorbije twee jaar weer toegenomen. De meesten, zo'n 74 miljoen mensen, woonden in het almaar groeiend aantal landen waar een gewapend conflict aan de gang was.
Een conflict kan rechtstreekse gevolgen hebben voor de voedselzekerheid als mensen verdreven worden van hun land en visgronden of als voorraden, werktuigen en irrigatiesystemen verloren gaan. Indirect kan de handel verstoord worden, met prijsstijgingen tot gevolg, en kunnen noodzakelijke hulpstoffen als water en brandstof schaarser worden.
De partijen in een gewapend conflict zijn gebonden aan het internationaal humanitair recht zoals vastgelegd in de Geneefse Conventies. Zij moeten voorzien in de basisbehoeften van de bevolking in de gebieden die ze controleren en ongehinderde noodhulpverlening toestaan waar nodig. Daarenboven moeten ze hulpverleners, hun materieel en ziekenhuizen beschermen.
Dat het uithongeren van de bevolking en het tegenhouden van noodhulp in een aantal conflicten werd ingezet als wijze van oorlogsvoering, werd sterk veroordeeld en was mogelijk een oorlogsmisdaad. Secretaris-generaal António Guterres werd gevraagd onverwijld de Veiligheidsraad in te lichten wanneer honger dreigde in een conflictgebied. De Veiligheidsraad kon sancties opleggen tegen personen en organisaties die noodhulpverlening belemmerden.
Lijst ·  2398 ·  2399 ·  2400 ·  2401 ·  2402 ·  2403 ·  2404 ·  2405 ·  2406 ·  2407 ·  2408 ·  2409 ·  2410 ·  2411 ·  2412 ·  2413 ·  2414 ·  2415 ·  2416 ·  2417 ·  2418 ·  2419 ·  2420 ·  2421 ·  2422 ·  2423 ·  2424 ·  2425 ·  2426 ·  2427 ·  2428 ·  2429 ·  2430 ·  2431 ·  2432 ·  2433 ·  2434 ·  2435 ·  2436 ·  2437 ·  2438 ·  2439 ·  2440 ·  2441 ·  2442 ·  2443 ·  2444 ·  2445 ·  2446 ·  2447 ·  2448 ·  2449 ·  2450 ·  2451